# Parafia Niepokalanego Serca Najświętszej Maryi Panny w Stanisławiu Górnym
Parafia Niepokalanego Serca Najświętszej Maryi Panny w Stanisławiu Górnym – rzymskokatolicka parafia znajdująca się w archidiecezji krakowskiej, w dekanacie Kalwaria, w Polsce.
Parafię erygował w 1983 arcybiskup krakowski kard. Franciszek Macharski. Należy do niej Stanisław Górny i część Stanisława Dolnego.